# Supercell (banda)
Supercell é um grupo musical japonês composto por 11 membros, liderado pelo compositor e letrista Ryo. Supercell começou em 2007 e suas primeiras músicas foram feitas com o sintetizador musical Vocaloid usando a voz de Hatsune Miku, as quais eram postadas no site de compartilhamento de vídeo japonês Nico Nico Douga. A popularidade das canções levou o grupo a gravar o autointitulado álbum independente Supercell na Comiket 74, em agosto de 2008. Mais tarde Supercell fez um contrato coma Sony Music Entertainment Japan lançando profissionalmente o álbum Supercell em março 2009, que foi atualizado com mais canções e um DVD de mesmo título.
O grupo lançou seu primeiro single, Kimi no Shiranai Monogatari, em agosto de 2009, marcando a transição para o vocal de Nagi Yanagi, mais conhecida por seus trabalhos usando o pseudônimo Gazelle. Dois outros singles foram gravados com Yanagi e lançados em 2010, seguidos pelo segundo álbum do grupo Today Is A Beautiful Day em 2011 sendo esse a última contribuição de Yanagi. Depois de sua saída Supercell iniciou audições para escolha de um novo vocalista, entre 2 000 candidatos duas garotas foram escolhidas, Koeda de 16 anos e Chelly de 17. Tendo as duas gravado a música tema para o anime Guilty Crown de 2011 e lançando seu primeiro single com supercell no mesmo ano.
Supercell com Today Is A Beautiful Day recebeu Disco de Ouro pela Recording Industry Association of Japan por ter excedido as 100 000 cópias vendidas em um único ano, Supercell também foi escolhido como um dos cinco melhores novos artistas japoneses de 2009, durante o 2010 Japan Gold Disc Award.

## Membros
Supercell é composto de 11 membros com a liderança de Ryo, que produz a música e escreve as letras. Os outros 10 membros fornecem ilustrações, animação, design e fotografia para os vídeos musicais e outros trabalhos.
- Ryo (música, letra)
- Shirow Miwa (ilustração)
- Huke (ilustração)
- Redjuice (ilustração)
- Suga (ilustração)
- Mac (ilustração e animação)
- Yoshiki Usa (Wooserdesign) (desiger)
- Hei8ro (Heihachiro) (suporte em ilustração e fotografia)
- Guitar (suporte em ilustração)
- Crow (suporte)
- Golv (suporte)

## Discografia

### Álbuns
| Ano  | Álbum                    | Gravadora  | Certificação |
| ---- | ------------------------ | ---------- | ------------ |
| 2009 | Supercell                | Sony Music | Ouro         |
| 2011 | Today Is A Beautiful Day | Sony Music | Ouro         |

### Singles
| Ano  | Álbum                                               | Gravadora  | Certificação |
| ---- | --------------------------------------------------- | ---------- | ------------ |
| 2009 | Kimi no Shiranai Monogatari                         | Sony Music | Ouro         |
| 2010 | Sayonara Memories                                   | Sony Music |              |
| 2010 | Utakata Hanabi / Hoshi ga Matataku Konna Yoru ni    | Sony Music |              |
| 2011 | My Dearest                                          | Sony Music |              |
| 2011 | Departures (Anata ni Okuru Ai no Uta) (como Egoist) | Sony Music |              |
| 2012 | Kokuhaku / Bokura no Ashiato                        | Sony Music |              |
| 2012 | The Everlasting Guilty Crown (como Egoist)          | Sony Music |              |

### Coletâneas
| Ano  | Música(s)                                            | Álbum                                                 |
| ---- | ---------------------------------------------------- | ----------------------------------------------------- |
| 2009 | Black Rock Shooter                                   | Nico Nico Douga Selection: Sainō no Mudazukai         |
| 2009 | Melt World is Mine                                   | Hatsune Miku Best: Memories                           |
| 2009 | Black Rock Shooter Koi wa Sensō                      | Hatsune Miku Best: Impacts                            |
| 2010 | Hajimete no Koi ga Owaru Toki Kotchi Muite Baby Melt | Hatsune Miku: Project Diva 2nd Nonstop Mix Collection |
| 2010 | Ashita e Kibō no Neiro                               | TamStar Records Collection Vol. 0                     |
| 2011 | Kimi no Shiranai Monogatari                          | Bakemonogatari Ongaku Zenshū Songs & Soundtracks      |